# Irina Bajanovna Solov'ëva
Irina Bajanovna Solov'ëva (in russo Ирина Баяновна Соловьёва?, traslitterato anche come Irina Bayanovna Solov'yova; Kireevsk, 6 settembre 1937) è una cosmonauta e militare russa.
Ha fatto parte del gruppo di cinque donne selezionate come cosmonaute per andare in orbita con la missione Vostok 6, tra le quali alla fine venne scelta per il volo Valentina Tereškova.

## Biografia

### Primi anni
Irina Solov'ëva nacque il 6 settembre 1937 a Kireevsk, nell'oblast' di Tula, nell'allora Repubblica Socialista Federativa Sovietica Russa. Suo padre era un insegnante di storia e letteratura e sua madre una insegnante di arte.
Nel 1954 si diplomò in uno scuola di Serov, nell'oblast' di Sverdlovsk, e si iscrisse quindi alla facoltà di costruzioni dell'Università tecnica statale degli Urali di Ekaterinburg, dalla quale si laureò nel 1959.
A partire dal 1955 praticò paracadutismo con il club aeronautico di Ekaterinburg e nel 1960, quando aveva all'attivo già oltre 700 lanci, entrò a fare parte della squadra nazionale di paracadutismo dell'Unione Sovietica. Fece parte della squadra nazionale fino al 1962, quando venne selezionata per il gruppo femminile di cosmonaute.

### Il gruppo di cinque cosmonaute
Nel 1961, pochi mesi dopo il volo di Jurij Gagarin, Nikolaj Petrovič Kamanin, il responsabile dell'addestramento dei cosmonauti, avanzò l'idea di una squadra femminile di cosmonaute. Grazie al supporto dell'ingegnere Sergej Pavlovič Korolëv, capo progettista del programma spaziale, il Comitato Centrale del Partito Comunista approvò l'idea di addestrare 60 nuovi cosmonauti, tra cui una squadra di cinque donne.

Oltre 800 donne si candidarono per il posto e cinquantotto vennero prese in considerazione. Dopo una ulteriore selezione 23 candidate vennero selezionate per una approfondita valutazione medica.

La candidata ideale doveva avere meno di 30 anni, essere alta meno di 1,67 cm e pesare meno di 70 kg. Inoltre doveva essere in grado di utilizzare un paracadute. Infatti le capsule di rientro del programma Vostok non erano state progettate per ritornare a terra, ma i cosmonauti dovevano essere eiettati in quota e scendere a terra con l'ausilio di un paracadute.
Al termine del processo di selezione le cinque cosmonaute scelte per partecipare al programma furono Tat'jana Dmitrievna Kuznecova, Valentina Leonidovna Ponomarëva, Irina Bajanovna Solov'ëva, Valentina Tereškova e Žanna Dmitrievna Ërkina.

Valentina Tereškova venne scelta come pilota per la missione Vostok 6 e Irina Solov'eva e Valentina Ponomarëva come sue riserve.

### Dopo la missione Vostok 6
Nel 1965 Solov'ëva si allenò come copilota per una missione del programma Voschod, durante la quale avrebbe dovuto passare tra i 10 e i 15 giorni nello spazio insieme a Valentina Ponomarëva ed effettuare una passeggiata spaziale, ma la missione venne annullata a causa della chiusura del programma.
Tra il 1964 e il 1967 studiò presso l'Accademia di ingegneria aeronautica militare "N. E. Žukovskij", ricevendo dopo la laurea la qualifica di cosmonauta ingegnere.
 
Nel 1969 si ritirò dal programma spaziale in seguito allo scioglimento del gruppo femminile di cosmonaute, e intraprese la carriera militare. Si congedò il 12 maggio 1991 con il grado di colonnello dell'aeronautica militare.

Nel 1980 discusse una tesi come candidata in scienze psicologiche presso l'Accademia delle scienze dell'URSS.
Si è sposata con Sergej Kiselëv, suo istruttore di paracadutismo, dal quale ha avuto due figli.